# Angelo Gatto
Angelo Gatto (* 23. September 1922 in Quinto di Treviso; † 21. März 2018 in Castelfranco Veneto) war ein italienischer Maler und Mosaizist.

## Studium und Leben
Angelo Gatto wurde in Quinto di Treviso, Provinz Treviso geboren. Er besuchte die Akademie der Schönen Künste in Venedig und begann anschließend in verschiedenen Kirchen in der Region Venetien, in Italien und auch im Ausland zu malen. Im Alter von 20 Jahren wurde er im NS-Konzentrationslager Bergen-Belsen, Niedersachsen, inhaftiert. Er konnte überleben, weil er seine Bilder an mehrere deutsche Soldaten verkaufte.
Über die Jahrzehnte bis zu seinem Tod im Jahr 2018 führte er Restaurierungen durch.

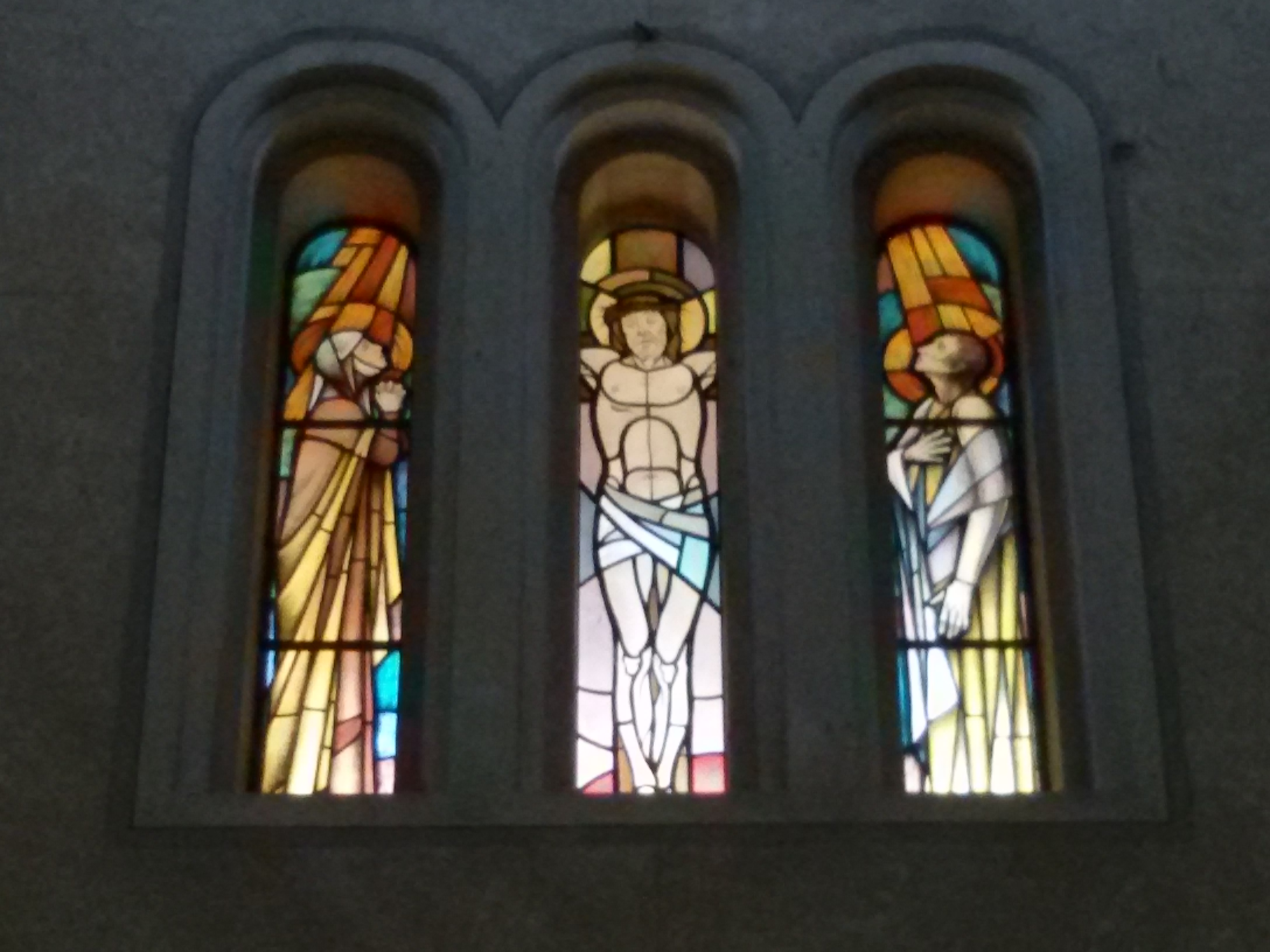
Glasfenster in der Kirche Santa Cristina in Quinto di Treviso

## Werk
Angelo Gatto schuf u. a. die Buntglasfenster in der Kirche „Santa Cristina Vergine e Martire del Tiverone“ in der Nähe des Weilers Santa Cristina (Quinto di Treviso), die zu den Sehenswürdigkeiten der Kirche zählen. Von Gatti stammt das Mosaik einer Marienkrönung in der Apsis der Kirche des Klosters San Giuseppe delle Clarisse Cappuccine und das Mosaik mit einer Christus-König-Darstellung in der Kirche San Martino Vescovo di Lupari.

## Ausstellungen
- 2019: Il volo di Angelo. Museo Casa Giorgione, Castelfranco Veneto[4]